# Oligoplites saurus
Oligoplites saurus is een straalvinnige vis uit de familie van horsmakrelen (Carangidae), orde baarsachtigen (Perciformes), die voorkomt in het noordwesten, het westen en het zuidwesten van de Atlantische Oceaan en het oosten en het zuidoosten van de Grote Oceaan.

## Anatomie
Oligoplites saurus kan maximaal 35 cm lang en 287 gram zwaar worden. Het lichaam van de vis heeft een langgerekte vorm. De vis heeft een rugvin met vijf stekels en 19-21 vinstralen en een aarsvin met twee stekels en 18-21 vinstralen. 

## Leefwijze
Oligoplites saurus is een zout- en brakwatervis die voorkomt in een subtropisch klimaat.  De soort is voornamelijk te vinden in zeeën en koraalriffen. 
Het dieet van de vis bestaat hoofdzakelijk uit dierlijk voedsel. Hij voedt zich met macrofauna en jaagt ook op vis.

## Relatie tot de mens
Oligoplites saurus is voor de visserij van beperkt commercieel belang. Wel wordt er op de vis gejaagd in de hengelsport. Voor de mens is Oligoplites saurus giftig. 
De soort komt niet voor op de Rode Lijst van de IUCN. 